# Blondynka z miasta Łodzi

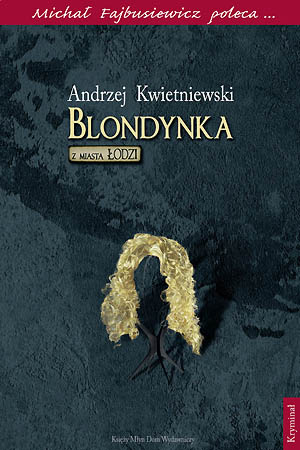
Okładka książki

Blondynka z miasta Łodzi – pierwsza powieść detektywistyczna autorstwa Andrzeja Kwietniewskiego wydana w 2008. 

## Opis fabuły
Blondynka z miasta Łodzi to kryminał z akcją rozgrywającą się we wczesnych latach 70. XX wieku i w 2003 roku w Łodzi. Przyczyna zagadkowego morderstwa zmusza wmieszanego w wypadki redaktora telewizyjnego programu o zbrodniach, Rafała Martensa, do sięgnięcia pamięcią do czasów młodości. Historia zaczyna się zabójstwem żyjącej współcześnie blondynki, która jest podobna do innej kobiety zapamiętanej przed laty. Dodatkowo jej zwłoki znaleziono w mieszkaniu tej drugiej, kiedyś blisko związanej z bohaterami powieści. 